# Альберт Пілат
Альберт Пілат (чеськ. Albert Pilát; 2 листопада 1903, Прага — 29 травня 1974, Прага) — чеський міколог, ботанік і музейний працівник.

## Біографія
Альберт Пілат походив із родини празького чиновника Карела Пілата (* 1859) та його дружини Марії, уродженої Таученової.
У 1922 році закінчив навчання в Академічній гімназії в Празі і почав навчання на факультеті природничих наук Карлового університету. Він був повністю відданий ботаніці і орієнтований на мікологію вищих грибів. В університеті він був учнем Йозефа Веленовського, з яким познайомився, коли був старшокласником на початку 1920-х років. Пілат вже на той час був старанним колекціонером макроміцетів, яких він ідентифікував і вивчав. Коли в 1923 році було засновано Чехословацький мікологічний клуб, він став його активним членом. Через рік клуб почав видавати журнал Mykologia, і Пілат одразу став найактивнішим дописувачем до моменту закриття журналу під час світової економічної кризи.
Він отримав докторський ступінь у 1926 році, тоді він уже рік працював асистентом у ботанічному інституті факультету природничих наук. Через два роки він пішов звідти і в 1930 році приєднався до ботанічного відділу Національного музею в Празі як асистент наукового співробітника, а в 1933 році отримав статус постійного спеціаліста. Тут йому було доручено вивчити матеріал невідомого походження, призначений для подрібнення. Таким чином Пілат врятував величезний скарб чеської мікології, який був частиною мікологічного гербарію відомого музейного дослідника Августа Корди. Іншим його великим внеском було колекціонування. Він почав створювати великий мікологічний гербарій, в основному зі своїх власних колекцій, а також шляхом обміну з іноземними колегами-мікологами та мікологічними інститутами. Він також придбав колекції інших чехословацьких мікологів.
У лютому 1948 року Пілат зайняв посаду керівника ботанічного відділу Національного музею. Під час реорганізації музею в 1965 році було створено окремий відділ мікології, яким завідував Пілат. Завдяки йому ця робота набула світового рівня в галузі таксономії та систематики вищих грибів, а Пілат став найважливішим представником чехословацької мікологічної науки в Європі та світі.
Другим напрямком його діяльності була робота в Чехословацькій академії наук. У 1959 році обраний членом-кореспондентом і включений до наукової колегії спеціальної біології. Він також був членом редакційної колегії Навчального довідника, який вийшов у чотирьох томах між 1962 і 1967 роками.
Третім напрямком його діяльності був Чехословацький мікологічний клуб, перетворений в 1956 році в Чехословацьке наукове товариство мікології. Пілат був головою цього товариства, а також головним редактором журналу Česká mykologie, який товариство видавало.
Присвятив себе також просвітницькій роботі. Про це свідчать декілька чудово організованих виставок свіжих грибів у головному корпусі Національного музею. Проте найважливішими є два видання, призначені для практичних грибників. Атлас грибів на окремих аркушах з ілюстраціями Отто Ушака, використаний у педагогічних цілях. Ілюстраційні частини були використані для Кишенькового атласу грибів, який після публікації в 1952 році було перекладено словацькою, німецькою, англійською та французькою мовами.

### Поїздки за кордон
- 1968 — США — Університет Теннессі — запрошення професора Рональда Х. Петерсена(інші мови)
- 1968 р. — Канада — Оттавський дослідницький інститут рослин
- 1968 р. — Швейцарія — Конгрес мікологів альпійських країн
- 1969 — Угорщина — Угорська академія наук — святкування 360-ї річниці смерті Кароля Клузіуса — як перший іноземний міколог, Пілат отримав медаль Клузіуса
- 1969 — США — Інститут ботаніки Університету Сіетла
- 1969 — США — XI. Міжнародний ботанічний конгрес у Сіетлі
- 1970 р. — НДР — ботанічні сади в Дрездені та Лейпцигу
- 1970 — Фінляндія — Ботанічний інститут Університету Турку — перебування на субарктичній дослідницькій станції Кево в Лапландії
- 1971 — Монголія — перебування в горах Хентей[9]